# St. Martin (Pillingsdorf)

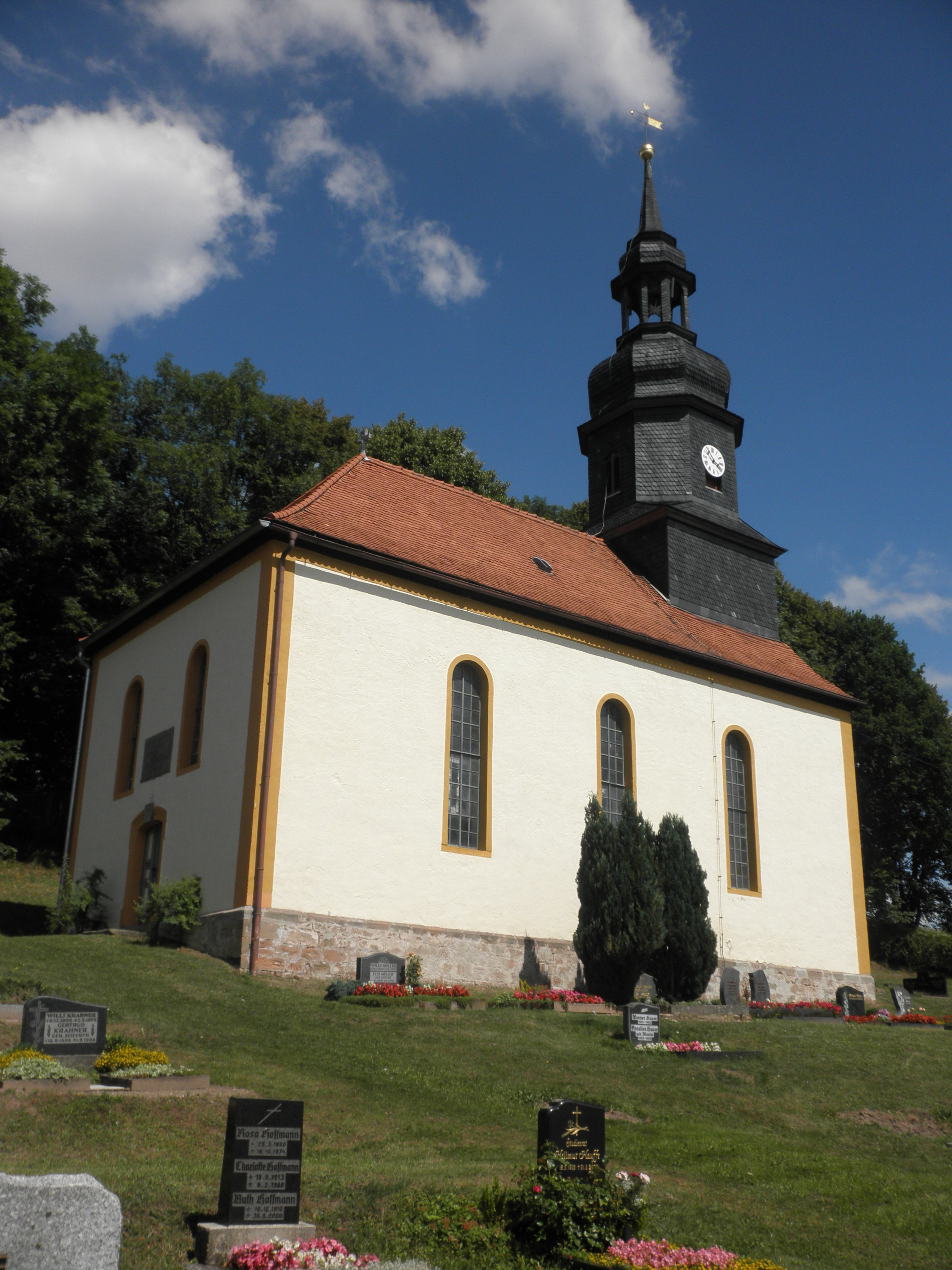
St. Martin

Die evangelisch-lutherische Kirche St. Martin steht in Pillingsdorf, einem Ortsteil der Stadt Triptis im Saale-Orla-Kreis in Thüringen. Sie gehört zur Kirchengemeinde Pillingsdorf im Pfarrbereich Pillingsdorf des Kirchenkreises Schleiz.

## Beschreibung
Die Kirche stammt wahrscheinlich aus dem 12. Jahrhundert. 1358 wird Billigirsdorf mit einem Pfarrer erwähnt; daraus folgt, dass es eine Kirche besaß. Über dem Portal im Westen der Kirche zeigt eine Inschrift die Jahreszahl 1774/75. Diese Saalkirche mit einem Chorturm ist unter Verwendung von brauchbarem Mauerwerk der alten Kirche errichtet worden. Aus dem abgewalmten Satteldach erhebt sich der Dachturm. Unter ihm befindet sich der Chor.
Der schmal gehaltene Kanzelaltar wird von zwei geschnitzten korinthischen Säulen und Schleierbrettern geschmückt. Bekrönt wird er von einem Tetragramm. Darunter hält ein Engel ein Spruchband mit den Worten „Gloria in Excelsis“. Neben dem Kanzelaltar führen beidseitig Türen in die dahinter gelegene Sakristei. An sie schließen sich rechts und links je eine Patronatsloge an. Das Kirchenschiff hat eine mit Sternen dekorierte Kassettendecke von 1875. Die Emporen sind zweigeschossig, die Felder ihrer Brüstungen sind mit Ohren versehen.
Die Empore im Westen trägt die Orgel. Sie hat 10 Registern, verteilt auf ein Manual und ein Pedal, und wurde 1774 vom Orgelbauer Gerhard gebaut. Sie erhielt später eine veränderte Disposition und wurde 2008 restauriert. Der Prospekt zeigt in den Ohren Musikinstrumente, darüber als Bekrönung ein Wappen. Die Kirchenbänke sind mit ornamentalen Wangen versehen. Die Rückseite des Kirchenschiffs wird von verglasten Priechen für die gehobenen Stände eingenommen. Das schlichte Taufbecken ist aus Holz, die Baluster des Schaftes haben Voluten. Beim mit 1757 datierten Vortragekreuz ist der Körper des Gekeuzigten aus einem Brett gesägt.
Der Glockenturm hat einen verschieferten Fachwerkaufsatz mit Haube, die von einer Laterne bekrönt ist. In ihm hängen zwei Glocken aus einer Glockengießerei in Apolda.